# Agatangel (Sawwin)
Agatangel, imię świeckie Aleksiej Sawwin (ur. 2 września 1938 w Burdinie, obwód lipiecki) – biskup Ukraińskiego Kościoła Prawosławnego Patriarchatu Moskiewskiego.

## Życiorys

### Edukacja, życie mnisze
W 1956 ukończył szkołę średnią. Dwa lata później rozpoczął naukę w seminarium duchownym w Kijowie, zakończoną w 1962 w analogicznej szkole w Odessie. W 1966 uzyskał tytuł kandydata nauk teologicznych Moskiewskiej Akademii Duchownej. Jeszcze jako jej student wstąpił do ławry Troicko-Siergijewskiej i w kwietniu 1965 złożył wieczyste śluby zakonne z imieniem Agatangel. 18 kwietnia tego samego roku został hierodiakonem, zaś cztery dni później – hieromnichem. Od 1966 był wykładowcą w seminarium duchownym w Odessie. W roku następnym otrzymał kolejno godność igumena (7 kwietnia) oraz archimandryty (1 czerwca). Został również rektorem seminarium duchownego w Odessie, którą to funkcję spełniał do 1975.

### Biskup
16 listopada 1975 miała miejsce jego chirotonia na biskupa winnickiego i bracławskiego. Jeszcze w tym samym roku został również biskupem chmielnickim i pozostawał ordynariuszem tejże eparchii do 1992, od 1981 jako arcybiskup, zaś od 1989 – jako metropolita.
7 sierpnia 1991 objął katedrę iwano-frankowską, z której został na własne życzenie zwolniony po miesiącu wciąż zachowując godność biskupa chmielnickiego. Przeniesienie go do Iwano-Frankowska (eparchii liczącej ówcześnie siedem parafii) było efektem sprzeciwu biskupa Agatangela wobec planów metropolity kijowskiego Filareta, dążącego do autokefalizacji Kościoła prawosławnego na Ukrainie.

### Po 1992
Brał udział w spotkaniu biskupów Ukraińskiego Kościoła Prawosławnego w kwietniu 1992 w Żytomierzu, którego uczestnicy zaapelowali o zwołanie soboru swojego Kościoła, zaś jego zwierzchnika metropolitę Filareta oskarżyli o krzywoprzysięstwo. W efekcie spotkania oraz soboru, jaki miał miejsce w tym samym roku, metropolita Filaret został uznany za winnego rozbijania Kościoła i pozbawiony urzędu. W kwietniu 1992 ponownie objął katedrę winnicką, zaś od lipca tego samego roku jest metropolitą odeskim i izmaelskim, od 1993 także rektorem seminarium duchownego w Odessie.
W czasie pomarańczowej rewolucji razem z grupą innych prorosyjsko nastawionych hierarchów Kościoła (metropolici doniecki Hilarion oraz ługański Joannicjusz) popierał Wiktora Janukowicza, określając go jako prawowitego prezydenta. W styczniu 2010 hierarcha, występując na międzynarodowej konferencji poświęconej sytuacji Kościoła prawosławnego na Ukrainie, stwierdził, iż Ukraiński Kościół Prawosławny Patriarchatu Moskiewskiego jest w niepodległej Ukrainie poddawany uciskowi, przejawiającej się poprzez „blokadę informacyjną” i „bezczeszczenie świątyń” w imię ukraińskiego nacjonalizmu. Określił również sposób myślenia wielu polityków ukraińskich jako „totalitarny”. Duchowny stwierdził, iż kolejne rządy Ukrainy świadomie sprowokowały rozłam w Kościele ukraińskim oraz zaogniały następnie konflikt między Patriarchatem Moskiewskim a niekanonicznym Patriarchatem Kijowskim. Pomarańczową rewolucję uznał za moment dalszego pogorszenia stosunków między Patriarchatem Moskiewskim a państwem, wskazując jako jej rezultat zdecydowane poparcie państwa dla Patriarchatu Kijowskiego. W czasie ukraińskiej rewolucji na przełomie lat 2013 i 2014 był jednym z nielicznych hierarchów Ukraińskiego Kościoła Prawosławnego Patriarchatu Moskiewskiego, którzy popierali władzę Wiktora Janukowycza, określając Euromajdan jako miejsce, gdzie zbierały się „siły piekielne”. Według informacji prasowych, po odejściu w stan spoczynku metropolity kijowskiego i całej Ukrainy Włodzimierza w lutym 2014 był brany pod uwagę jako kandydat na locum tenens metropolii, jednak sam wycofał się z głosowania.
Zasiadał w radzie obwodu odeskiego, gdzie reprezentował Partię Regionów. Wystąpił z niej w marcu 2014.
Media wielokrotnie opisywały prowadzone przez niego intrygi polityczne, jego ukrainofobiczną postawę i poparcie dla koncepcji „russkiego miru”. Wokół Agatangela skupiała się ta część Ukraińskiego Kościoła Prawosławnego Patriarchatu Moskiewskiego, która świadomie chce utrzymywać związki z Moskwą. Metropolita zmienił swoją postawę po inwazji Rosji na Ukrainę w lutym 2022